# Neolecanium cinnamomi
Neolecanium cinnamomi är en insektsart som beskrevs av Rutherford 1914. Neolecanium cinnamomi ingår i släktet Neolecanium och familjen skålsköldlöss.
Artens utbredningsområde är Sri Lanka. Inga underarter finns listade i Catalogue of Life.